# Christian Rumpf (Leibarzt)

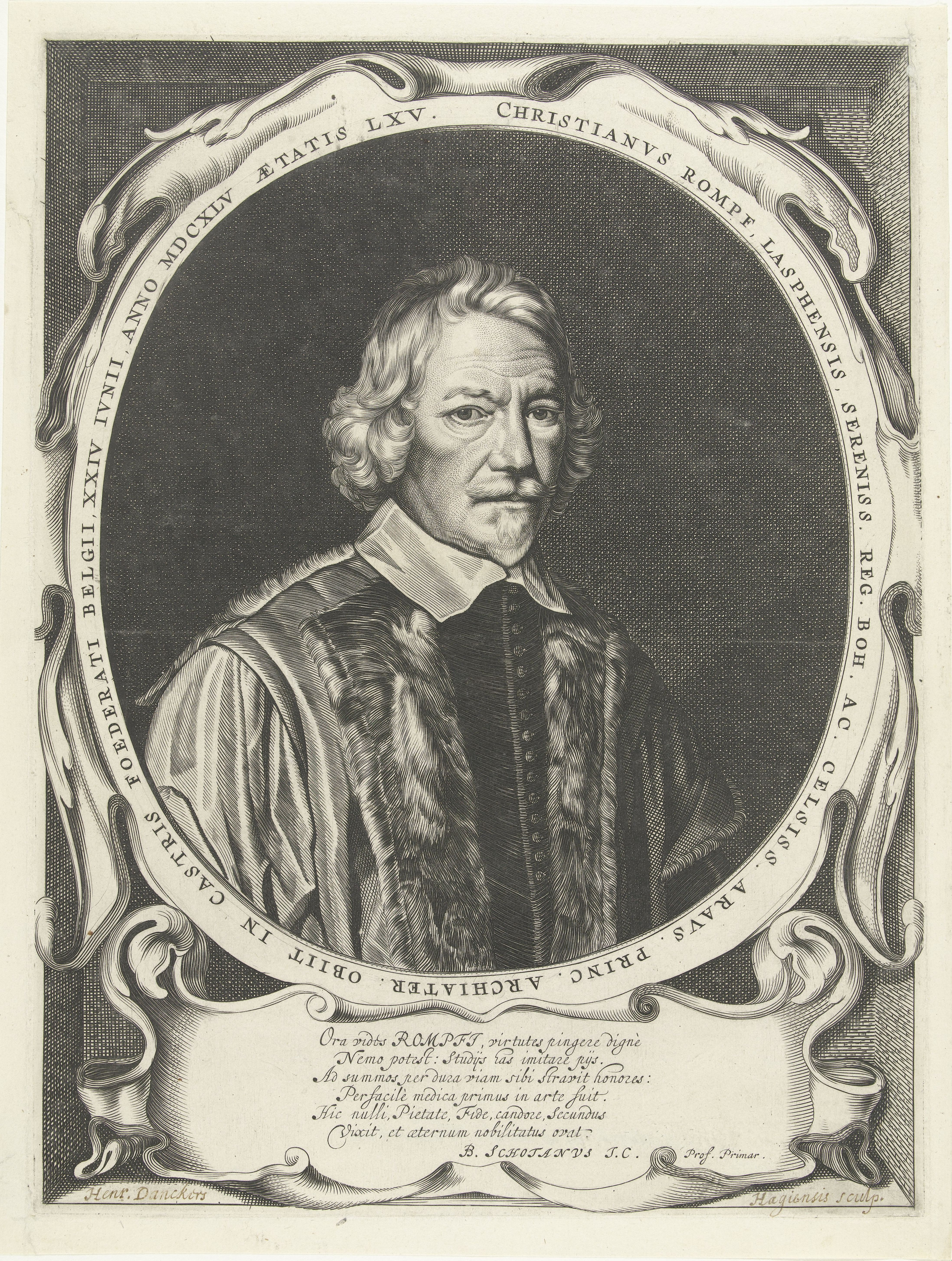
Christian Rumpf, Stich, Rijksmuseum Amsterdam

Christian Rumpf (* 1580 in Laasphe; † 24. Juni 1645) war Arzt und Leibarzt des Winterkönigs Friedrich von der Pfalz und seiner Ehefrau Elisabeth Stuart und später des niederländischen Statthalters Friedrich Heinrich von Oranien aus dem Haus Nassau.

## Herkunft, Jugend und Ausbildung
Christian Rumpf war der Sohn des Bürgers und Wollhändlers Hermann Rumpf und der Elisabeth Hofmann in Laasphe in der Grafschaft Wittgenstein. Er wurde 1580 als eines der ersten Kinder seines Vaters in dessen Haus in der heutigen Königstraße 24 geboren. Hermann Rumpf gehörte zu den ratsfähigen Familien der Stadt und bekleidete 1590 und 1604 das Bürgermeisteramt. Das Grafenhaus hatte 1555 eine lutherische Kirchenordnung erlassen und folgte zur Zeit von Christians Geburt unter Graf Ludwig dem Älteren dem reformierten Bekenntnis. Hermann Rumpf muss ein unehelicher Sohn von Ludwig Rump zur Wenne gewesen sein, der 1587 als Obristleutnant der pfälzischen Hilfstruppen unter Fabian von Dohna auf einem Feldzug in Frankreich fiel. Jener Ludwig Rump (von der Wenne) zur Wenne stammte aus einem bereits 1230 urkundlichen, ritterbürtigen westfälischen Geschlecht. Ludwig Rump von der Wenne verkaufte 1567 seine Lehnsgüter in der Grafschaft Sayn, 1/2 Hof zu Widderstein, den Hof zu Gehlert, seine Ordnung am Hof Bergenhausen an Graf Adolf von Sayn und Haus und Hof zu Altenkirchen an der Unterpforte, Güter und Einkünfte in der Grafschaft Sayn usw. Christian Rumpfs Ururgroßvater war Hermann der Ältere Rump von der Wenne (um 1460–1537), der Amtmann zu Frankenberg, Verweser zu Gießen, Statthalter in Marburg an der Lahn und zuletzt Amtmann zu Biedenkopf war.
Christian Rumpf trat 1594 in das Pädagogium der 1584 gegründeten Hohen Schule Herborn ein, die sich damals in Siegen befand, und begann dort am 9. April 1597 sein Studium u. a. bei dem Mediziner und Humanisten Johannes Pincier.
Anschließend wechselte Rumpf an die Universität Heidelberg, wo er sich am 8. Mai 1598 einschrieb, und 1599 das Bakkalaureat und 1602 den Magister erwarb. Er studierte in Heidelberg bei dem Medizinprofessor und kurfürstlichen Leibarzt Petrus de Spina dem Mittleren. Vermutlich lebte er wie damals üblich im Haushalt seines Professors, dessen Tochter er später heiratete. 1605 wechselte er an die Universität Marburg und am 21. August 1607 schrieb er sich an der Universität Leiden ein.
1608 erwarb er an der Universität Basel den medizinischen Doktortitel.

## Tätigkeit als fürstlicher Leibarzt
Nach dem Studium ließ sich Dr. Christian Rumpf in der kurpfälzischen Residenzstadt Heidelberg nieder. Hier heiratete er am 6. November 1609 Agnes de Spina, die Tochter seines alten Lehrers, mit der er zahlreiche Kinder hatte. 1611 ist Rumpf als Leibarzt des Administrators der Kurpfalz und Vormundes von Friedrich V. Johann II. von Pfalz-Zweibrücken-Veldenz nachweisbar.
1612 begleitete Rumpf den jungen Kurfürsten Friedrich V. von der Pfalz (den späteren „Winterkönig“) auf der Brautfahrt über Den Haag nach England, wo er in Oxford zum Ehrendoktor der Medizin promoviert wurde. 1613 wird er in einer Liste des Haushaltes der frisch vermählten Elisabeth Stuart genannt.
Rumpf begleitete Kurfürst Friedrich im September 1619 zunächst nach Prag, wo dieser im Veitsdom zum böhmischen König gekrönt wurde. Am 9. November 1620 entschlossen sich Friedrich und Elisabeth mit ihrem engsten Gefolge zur Flucht, die sie zuerst nach Breslau führte und anschließend im März 1621 nach Den Haag. Dort wurde über den Jahreswechsel 1622/23 eine pfälzische Exilregierung gebildet und ein Hof eingerichtet. Als Friedrich 1632 seine Familie verließ, um sich mit Gustav Adolf zu treffen, blieb Rumpf in Den Haag bei Elisabeth.
Nach dem Tod Friedrichs 29. November 1632 wurde Christian Rumpf Leibarzt des Statthalters der Generalstaaten Friedrich Heinrich, Prinz von Oranien (1584–1647) und blieb dies bis zu seinem Tod. 1641 gehörte er zum Gefolge des jungen Prinzen Wilhelm II. von Oranien auf dessen Brautfahrt nach England.
Rumpf starb 1645 im Felde, als Militärarzt unter Friedrich Heinrich von Oranien, beim Befreiungsheer der Generalstaaten. Er erhielt ein gedrucktes Epitaph, das von Hendrick Dankert gestochen wurde.

## Nachkommen
Das Ehepaar Rumpf hatte folgende Nachkommen:

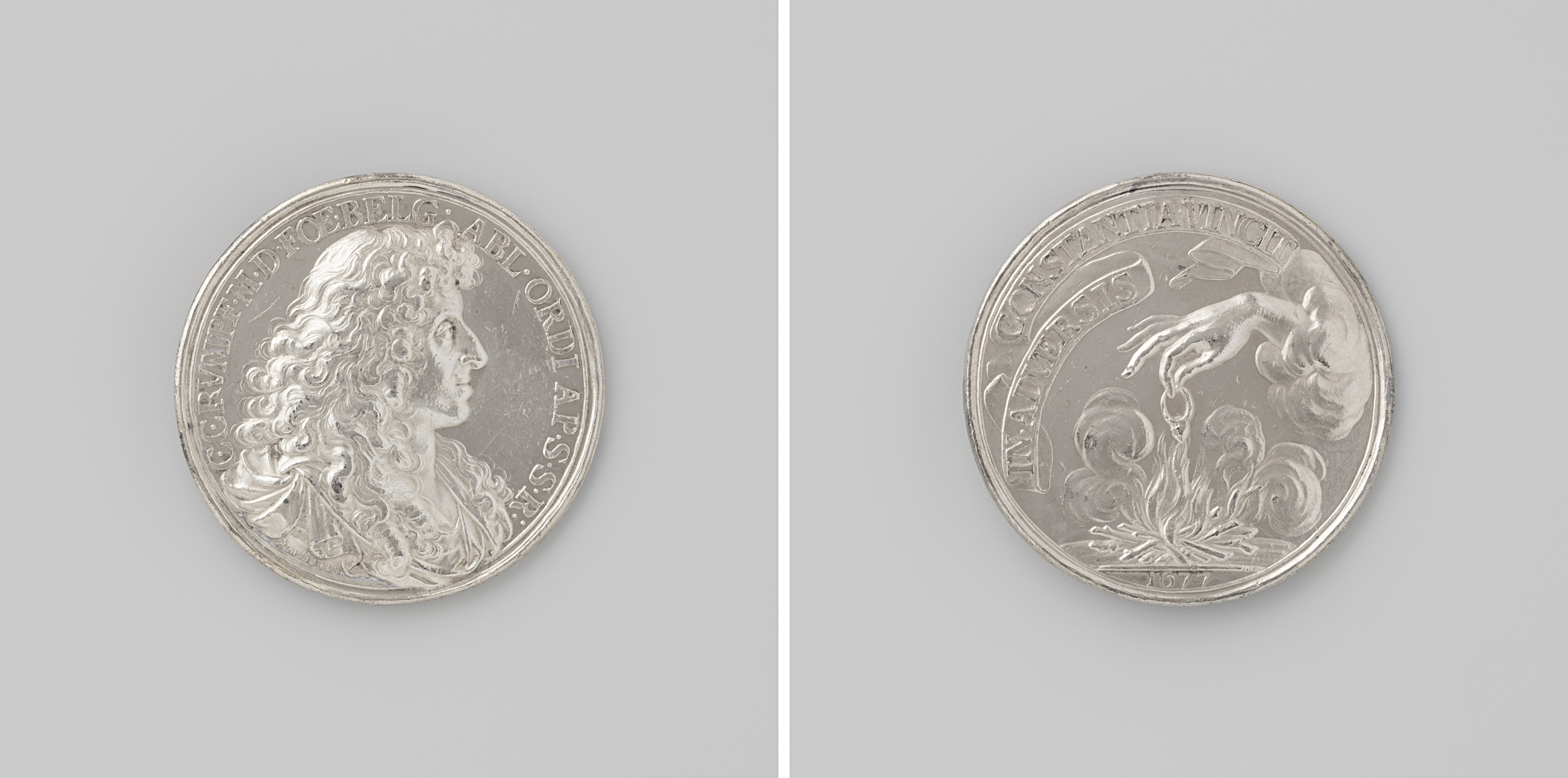
Silberne Medaille mit Porträt zu Ehren von Sohn Christiaan Constantijn Rumpf, 1677

- Agnes Elisabeth Rumpf (geb. um 1626) heiratete im Januar 1645 in Den Haag den Philologen und reformierten Theologen Antonius Hulsius
- Petrus Augustinus Rumpf (1622–1680), ab 1673 Leibarzt von Statthalter Wilhelm III. von Oranien, nachmaligem König von England, Schottland und Irland[7]
- Christiaan Constantijn Rumpf (1633–1706), Gesandter der Generalstaaten an den königlich schwedischen Hof[8][9]
- Maria Felicitas Rumpf (1614–1668), die Hermanus Althusius (1608–1657) heiratete, den Sohn des Juristen und Staatstheoretikers Johannes Althusius
- Magdalena Maria Rumpf, die 1632 Adam Harel heiratete
- Maria Margaretha Rumpf (1624–1699), die Abraham de Hertoge heiratete
- Christiaan Rumpf (geb. 1630), 1654 Medizinstudent in Leiden[7]